# 1815 en Italie
Chronologie de l'Italie
- 1811
- 1812
- 1813
- 1814
- 1815
- 1816
- 1817
- 1818
- 1819

## Événements
- 30 mars : proclamation de Rimini. Joachim Murat appelle les Italiens à se soulever contre le joug autrichien. Début de la guerre napolitaine[1].
- 4 avril : les hostilités commencent entre les Autrichiens et les Napolitains sur le Panaro. Joachim Murat occupe Modène[2].
- 7 avril : création du royaume lombard-vénitien[3].
- 8 avril - 3 mai : contre-offensive autrichienne dans la guerre napolitaine. Joachim Murat échoue à traverser le Pô et recule après deux jours de combat à la bataille d'Occhiobello (8-9 avril). Les Autrichiens passent le Pô. Ils sont victorieux à Carpi (10 avril), à Casaglia (12 avril) et reprennent Ferrare (13 avril) et Florence le 15 avril. Murat se retire à Ancône. Il est de nouveau battu dans sa retraite sur le Ronco (21 avril), à Cesenatico (23 avril) et Pesaro (28 avril). Poursuivit par deux armées autrichiennes, il tente de les battre séparément. Il envoie une division sous Michele Carrascosa (it) pour bloquer Neipperg au nord, et dirige le gros de ses forces vers l'ouest face à Bianchi pour le rencontrer à Tolentino[4].
- 15 - 17 mai : victoire autrichienne sur les Napolitains à la bataille de San Germano[5]. Les Armées autrichiennes font leur jonction près de Calvi et marchent sur Naples. Murat fuit la ville le 19 mai pour la Corse, puis Cannes.
- 30 mai : capitulation d'Ancône[6].

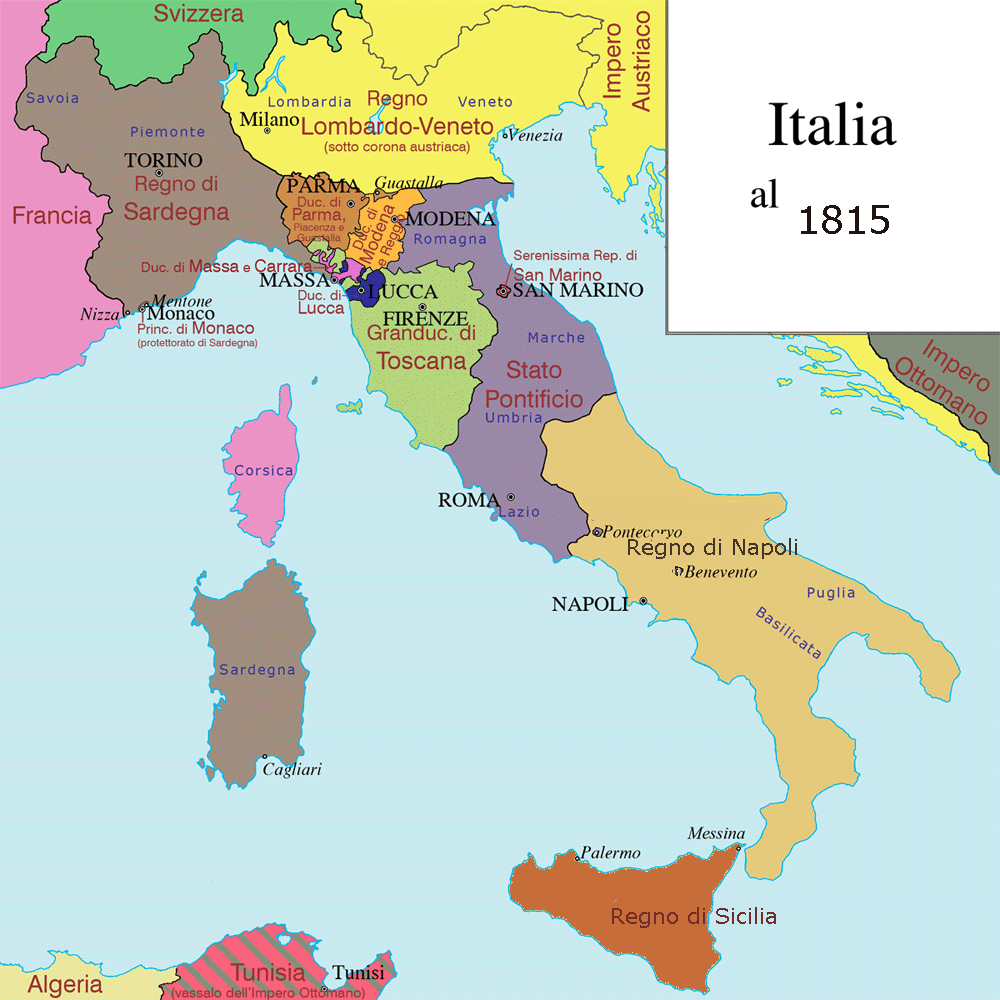
Carte des États italiens après le congrès de Vienne

- 9 juin : signature du traité de Vienne à l'issue du congrès de Vienne conduit par l’homme d’État autrichien, le prince Metternich. Il fixe les nouvelles frontières de l’Europe : L'Italie est divisée en huit États : royaume de Sardaigne, royaume lombardo-vénitien, duchés de Parme, Modène et Lucques, Grand-duché de Toscane, États pontificaux et royaume des Deux-Siciles ; Gênes est annexé par la maison de Savoie, Venise par l’Autriche[1].
- 8 août : capitulation de Gaète[7].

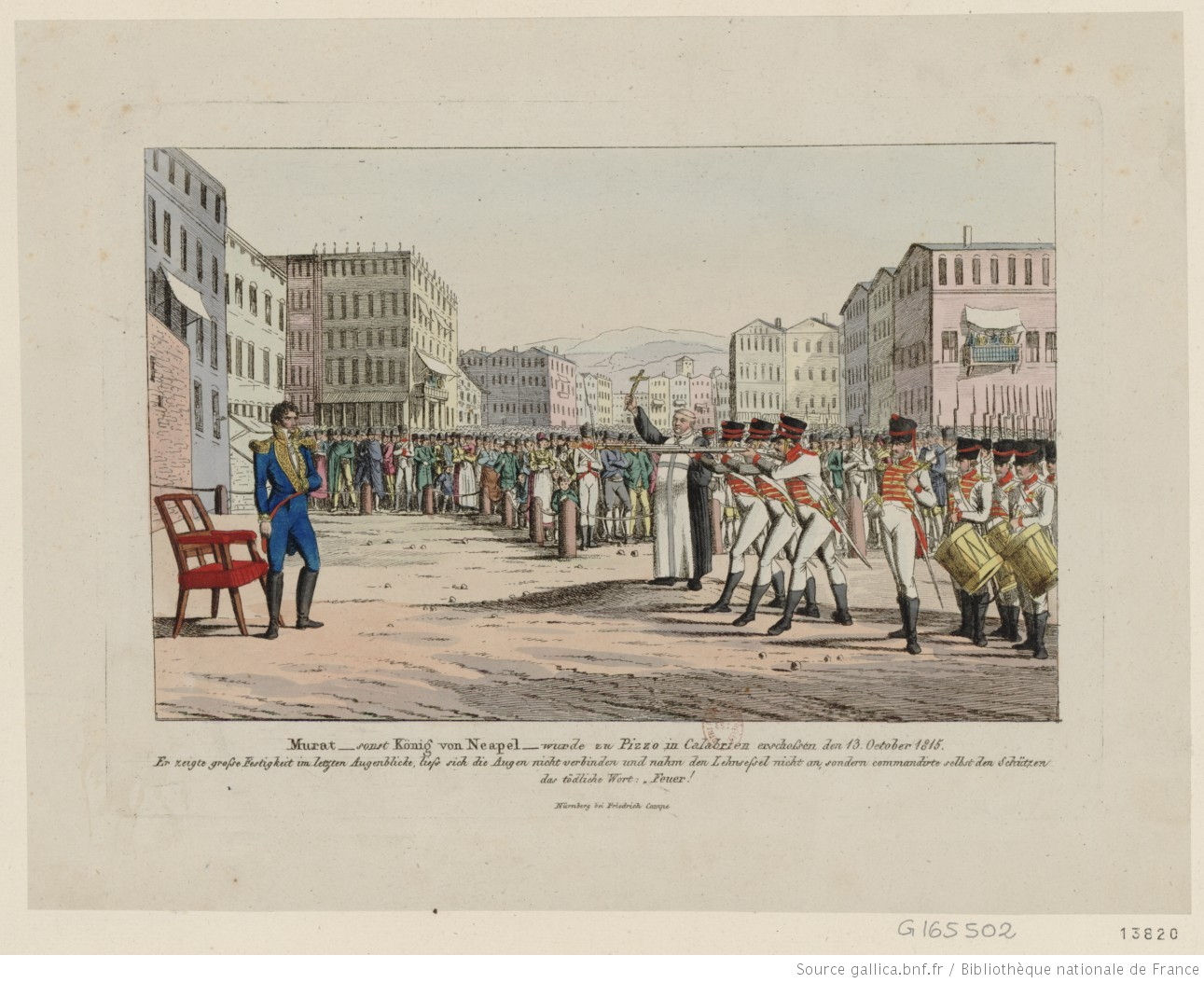
Exécution de Joachim Murat.

- 8 octobre : Joachim Murat débarque à Pizzo en Calabre avec ses partisans mais est capturé par la population hostile[8].
- 13 octobre : Joachim Murat est exécuté par fusillade dans le château de Pizzo[8].
- 9 novembre : le roi des Deux-Siciles investit par décret le prince de Talleyrand du titre de duc de Dino[9].

## Culture

### Opéras créés en 1815
- 4 octobre : création d'Elisabetta, regina d'Inghilterra, opéra de Rossini, au San Carlo de Naples.
- 26 décembre : création de Torvaldo e Dorliska, dramma semiserio en deux actes de Gioachino Rossini, sur un livret de Cesare Sterbini, au Teatro Valle à Rome.

## Naissances en 1815
- 2 mars : Antonio Buzzolla, compositeur et chef d'orchestre, maestro di cappella de la Basilique Saint-Marc, à Venise. († 20 mars 1871)
- 14 mai : Domenico Induno, artiste peintre et patriote du Risorgimento († 5 novembre 1878).
- 3 septembre : Raffaele Mirate, chanteur lyrique (ténor). († novembre 1895)
- 6 septembre : Giuseppina Strepponi, cantatrice (soprano), épouse de Giuseppe Verdi. († 14 novembre 1897)
- 25 octobre : Camillo Sivori, violoniste et compositeur. († 19 février 1894).

- Novembre : Uranio Fontana, compositeur. († 20 mars 1881)

- 7 décembre : Mauro Conconi, artiste peintre. († 14 mai 1860)
- 25 décembre : Temistocle Solera, poète et librettiste. († 21 avril 1878)

- Beniamino De Francesco, peintre paysagiste, appartenant à l'école du Pausilippe. († 20 juillet 1869).
- Fanny Salvini-Donatelli, cantatrice (soprano), créatrice du rôle de Violetta dans l'opéra La traviata de Verdi. († 1891)
- Luigi Zuccoli, peintre de scènes de genre de la vie domestique italienne. († 5 janvier 1876)

## Décès en 1815
- 7 mars : Francesco Bartolozzi, 89 ans, graveur. (° 21 septembre 1727)
- 25 mai : Domenico Puccini, 43 ans, compositeur d'opéra, grand-père de Giacomo Puccini. (° 5 avril 1772).
- 8 juin : Carlo Alberto Baratta, 61 ans, peintre, spécialisé dans les thèmes religieux.. (° 16 octobre 1754)
- 6 août : Giuseppe Gherardeschi, 55 ans,compositeur de musique sacrée et organiste. (° 3 novembre 1759).
- 9 novembre : Giuseppe Bossi, 38 ans, peintre et écrivain, l'une des figures les plus importantes du néoclassicisme en Lombardie. (° 11 août 1777)
- Décembre : Giovanni Bertati, 80 ans, librettiste. (° 10 juillet 1735).